# Commissie-Finet
De commissie-Finet was de derde Hoge Autoriteit van de Europese Gemeenschap voor Kolen en Staal (EGKS) en overspant de periode 1958 en 1959. De voorzitter was Paul Finet.
Twee Hoge Raden later zou worden beslist dat de EGKS, de Europese Gemeenschap voor Atoomenergie (EGA) en de Europese Economische Gemeenschap (EEG) samengevoegd werden en omgedoopt tot de Europese Unie (EU) 

## Samenstelling
De commissie bestond uit:
| Naam             | Land      | Functie        |
| ---------------- | --------- | -------------- |
| Paul Finet       | België    | Voorzitter     |
| Dirk Spierenburg | Nederland | Vicevoorzitter |
| Albert Coppé     | België    | Vicevoorzitter |
| Franz Blücher    | Duitsland | Commissielid   |
| Léon Daum        | Frankrijk | Commissielid   |
| Enzo Giacchero   | Italië    | Commissielid   |
| Heinz Potthof    | Duitsland | Commissielid   |
| Roger Reynaud    | Frankrijk | Commissielid   |
| Albert Wehrer    | Luxemburg | Commissielid   |